# Стадион имени принца Абдуллы аль-Файсала
Стадион имени принца Абдуллы аль-Файсала (араб. استاد الأمير عبدالله الفيصل‎) — стадион в портовом городе Джидда, Саудовская Аравия.
Стадион находится на юго-востоке Джидды, располагаясь между Университетом короля Абдулазиза и индустриальными районами города. С восточной стороны он выходит на автомагистраль Джидда-Мекка.
Стадион был возведён в 1970 году с вместимостью в около 23 000 зрителей, в качестве части муниципального спорткомплекса. В него также входили крытая арена и центр водных видов спорта.
Стадион состоит из двух главных трибун. Крытая западная полностью оснащена сидениями, в её состав включены VIP-ложа и комментаторскими кабинами в центральной её части . Восточная трибуна в форме арки открыта, её края изгибаются вдоль беговых дорожек. Единственное большое табло помещено на северной оконечности восточной трибуны.